# آنا گاسر
آنا گاسر (انگلیسی: Anna Gasser؛ زادهٔ ۱۶ اوت ۱۹۹۱) اسنوبردسوار اهل اتریش است.
وی در مسابقات کشوری و بین‌المللی در مجموع برندهٔ ۴ مدال طلا، ۲ مدال نقره، ۱ مدال برنز شده‌است.